# Markus Halsti
Markus Halsti, né le 19 mars 1984 à Helsinki en Finlande, est un footballeur international finlandais. Il évolue au poste de défenseur central au SexyPöxyt.

## Biographie

### En club
Né à Helsinki en Finlande, Markus Halsti est formé par l'un des clubs de sa ville natale, le HJK Helsinki.
Le 12 janvier 2015, Halsti s'engage avec la MLS et le DC United.
En juin 2018 il rejoint l'Esbjerg fB.

### En sélection
Markus Halsti honore sa première sélection avec l'équipe nationale de Finlande le 2 février 2008, lors d'un match amical contre la Pologne. Il est titularisé puis remplacé en fin de match par Hannu Patronen, et son équipe s'incline (1-0)

## Palmarès
HJK Helsinki
- Championnat de Finlande
  - Champion (1) : 2003
- Coupe de Finlande
  - Vainqueur (1) : 2006

 Malmö FF
- Championnat de Suède
  - Champion (3) : 2010, 2013 et 2014
- Supercoupe de Suède
  - Vainqueur (2) : 2013 et 2014